# جون وودز (لاعب كرة قاعدة)
جون وودز (بالإنجليزية: John Woods) هو لاعب كرة قاعدة أمريكي، ولد في 18 يناير 1898 في برينستون في الولايات المتحدة، وتوفي في 4 أكتوبر 1946 في نورفولك في الولايات المتحدة.

## وصلات خارجية
- جون وودز على موقعبيزبول رفرنس.كوم (الدوري الرئيسي) (الإنجليزية)
- جون وودز على موقعبيزبول رفرنس.كوم (الدوري الثانوي) (الإنجليزية)